# Fraate I
Fraate I (in partico 𐭐𐭓𐭇𐭕 Frahāt) (prima del 190 a.C. – 165/164 a.C.) fu sovrano dei Parti dal 168 a.C. alla sua morte.
Durante il suo mandato, sottomise le tribù iraniche degli Amardi, conquistò il loro territorio nei pressi della catena montuosa dell'Elburz e rivendicò l'Ircania sottraendola all'impero seleucide. Morì nel 165 o 164 a.C. e gli successe suo fratello Mitridate I (regnante dal 165 al 132 a.C.), che aveva nominato suo erede.

## Nome
Frahāt (in greco antico Φραάτης, trasl. Fraates) è la traslitterazione greca del nome partico Frahāt (𐭐𐭓𐭇𐭕), a sua volta derivante dall'antico iranico *Frahāta- ("guadagnato, conquistato"). La versione in persiano moderno è Farhād (فرهاد).

## Biografia

### Origini
Fraate era il figlio maggiore del monarca di nome Friapazio (regnante dal 191 al 176 a.C.) e nipote di Arsace II. Fraate aveva altri tre fratelli, Mitridate, Bagasis e Artabano. Le recenti epigrafi portate alla luce a Nisa suggeriscono che, dopo la sua morte nel 170 a.C., Friapazio potrebbe essere stato sostituito da un'oscura figura di nome Arsace IV, rimasto al comando per due anni. Tuttavia, questa ricostruzione è stata rigettata dallo storico Marek Jan Olbrycht, che la liquida come «pura speculazione». In occasione della sconfitta di Arsace II contro l'ellenico impero seleucide nel 208, i Parti finirono per diventare loro vassalli. Tuttavia, con il declino dei Seleucidi nel 180 a.C., i Parti furono in grado di ristabilire gran parte della propria precedente autonomia.

### Regno
All'inizio del 165 a.C., Fraate attaccò i potenti Mardi (noti anche come Amardi), un popolo che viveva sulla catena dell'Elburz e le cui tribù vivevano in un'area compresa tra le porte dell'Ircania a est e della Media a sud-ovest. Grazie alla loro posizione geografica, i Mardiani costituivano una minaccia per le rotte commerciali che si estendevano dall'Ircania e dalla Partia occidentale all'Iran occidentale. L'attacco rientrava probabilmente nei tentativi dei Parti finalizzati a espandere il loro dominio nell'odierno Iran e assicurarsi il controllo sull'Ircania. La principale aspirazione dei Parti era quella di conquistare la Media, a partire dalla Media Rhagiane. L'attacco di Fraate ai danni dei Mardi ebbe successo, in quanto conquistò le rive del Caspio e la città di Charax, che era vicina alla metropoli mediana di Rhaga. Inoltre, riuscì ad assicurarsi anche l'Ircania sottraendola al controllo dei Seleucidi. A quel punto fece deportare un gruppo di Mardiani a Charax per proteggere le porte del Caspio, mentre i Tapuri in Partia furono forzosamente trasferiti in un'altra area sulla costa del Caspio, da cui il nome della regione storica del Tabaristan. Le conquiste di Fraate spianarono la strada ai suoi successori per un ulteriore allargamento dei confini del regno partico.
L'espansione occidentale di Fraate ruppe il tradizionale equilibrio di potere tra Parti e Seleucidi. Durante quella fase storica, i Seleucidi erano coinvolti in una ribellione scoppiata in Giudea, evento che suggerisce che Fraate abbia consapevolmente organizzato la sua campagna in un momento in cui i Seleucidi apparivano vulnerabili. Il re seleucide Antioco IV (r. 175-164 a.C.) lasciò la Giudea per prepararsi a organizzare una campagna di rappresaglia contro i Parti, ma morì nei pressi di Gabae alla fine del 164 a.C., probabilmente dopo aver contratto una malattia. Il suo successore, il novenne Antioco V (r. 164-161 a.C.), non riuscì a concentrarsi sui Parti, poiché il suo regno fu segnato da conflitti, intrighi politici e dall'influenza esterna esercitata dai romani.
Fraate nominò suo fratello Mitridate come suo successore; tra i nomadi dell'Asia centrale era comune che a un sovrano succedesse il fratello anziché il figlio. Questa pratica potrebbe essere sopravvissuta tra gli Arsacidi, forse a causa delle loro origini nomadi. Un passo dello storico romano del II secolo Giustino suggerisce che Friapazio avesse scelto Mitridate come successore di Fraate. Olbrycht ritiene affidabile questa ricostruzione, affermando che Fraate non risultava in grado di scegliere il fratello rispetto ai figli, a causa della brevità del suo regno. Giustino riferisce che gli interessi statali erano più importanti del desiderio di Fraate I di garantire una sicura carriera ai suoi figli, ragion per cui egli verosimilmente appoggiò la decisione presa dal padre riguardo alla successione. Fraate I morì nel 165 o nel 164 a.C. e gli succedette Mitridate I.

## Monetazione

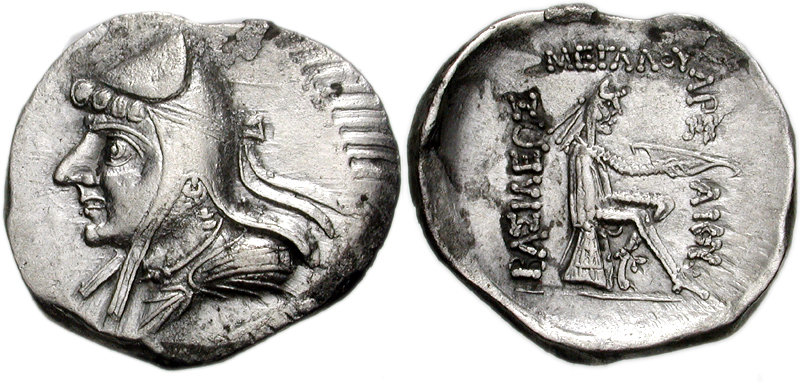
Moneta di un sovrano partico, forse Fraate I, coniata a Ecatompilo tra il 185 e il 132 a.C.

Le monete coniate sotto il sovrano in esame erano identiche a quelle dei suoi predecessori. Gli studiosi di numismatica hanno segnalato in particolare la circostanza che il monarca arsacide sia rappresentato imberbe e mentre indossa un copricapo morbido, noto come kyrbasia, che veniva indossato anche dai satrapi achemenidi. Sulla parte posteriore si scorge un arciere seduto e che indossa una veste da equitazione iranica.